# Gruppi bancari dell'Africa per capitalizzazione
Elenco dei gruppi bancari dell'Africa, in base al totale attivo.

## Per totale attivo
L'elenco si basa sul rapporto di aprile 2024 di African Business sulle 100 maggiori banche in Africa..
| Rango | Nome della banca                | Totale attività (2024) (US$ millions) |
| ----- | ------------------------------- | ------------------------------------- |
| 1     | Standard Bank                   | 167 000                               |
| 2     | Banca nazionale d'Egitto        | 155 000                               |
| 3     | Banca Misr                      | 104 000                               |
| 4     | First Rand                      | 88 000                                |
| 5     | Absa Bank                       | 83 000                                |
| 6     | Attijariwafa Bank               | 67 000                                |
| 7     | Nedbank                         | 67 000                                |
| 8     | Banque populaire                | 53 000                                |
| 9     | Banque nationale d'Algérie      | 41 000                                |
| 10    | Bank of Africa                  | 39 000                                |
| 11    | Banque extérieure d'Algérie     | 34 000                                |
| 12    | Investec                        | 33 000                                |
| 13    | Access Bank                     | 30 000                                |
| 14    | Commercial International Bank   | 27 000                                |
| 15    | Ecobank                         | 27 000                                |
| 16    | Crédit populaire d'Algérie      | 25 000                                |
| 17    | Zenith Bank                     | 23 000                                |
| 18    | United Bank for Africa          | 23 000                                |
| 19    | Banque commerciale d'Éthiopie   | 24 000                                |
| 20    | Qatar National Bank             | 20 000                                |
| 21    | First Bank of Nigeria           | 19 000                                |
| 22    | Mauritius Commercial Bank       | 17 000                                |
| 23    | KCB Group                       | 14 000                                |
| 24    | Crédit agricole                 | 14 000                                |
| 25    | Arab African International Bank | 13 000                                |
| 26    | Banque du Caire                 | 13 000                                |
| 27    | CIH Bank                        | 13 000                                |
| 28    | Equity Group                    | 12 000                                |
| 29    | Société générale Maroc          | 12 000                                |
| 30    | Guaranty Trust Bank             | 11 000                                |
| 31    | Bank of Africa Senegal          | 11 000                                |
| 32    | Banque de développement local   | 11 000                                |
| 33    | Capitec Bank                    | 10 000                                |
| 34    | BGFIBank                        | 8 000                                 |
| 35    | First Abu Dhabi Bank            | 8 000                                 |
| 36    | BMCI                            | 8 000                                 |
| 37    | Banque nationale agricole       | 8 000                                 |
| 38    | HSBC                            | 8 000                                 |
| 39    | Banque internationale arabe     | 7 000                                 |
| 40    | Ecobank                         | 7 000                                 |
| 41    | First City Monument Bank        | 7 000                                 |
| 42    | Fidelity Bank Nigeria           | 7 000                                 |
| 43    | Faisal Islamic Bank of Egypt    | 6 000                                 |
| 44    | Union Bank of Nigeria           | 6 000                                 |
| 45    | Crédit du Maroc                 | 6 000                                 |
| 46    | State Bank of Mauritius         | 6 000                                 |
| 47    | Stanbic IBTC Holdings           | 6 000                                 |
| 48    | Banco de Fomento                | 5 000                                 |
| 49    | NMB Bank Tanzania               | 5 000                                 |
| 50    | CRDB Bank                       | 5 000                                 |